# 人参焼酎
人参焼酎（にんじんしょうちゅう）は、主に福岡県大刀洗町で製造される焼酎の一種で、ニンジンを主要な原料のひとつとして仕込む焼酎（単式蒸留焼酎）である。

## 概要
酒税法施行規則に定められた焼酎の「指定物品」にニンジンが含まれており、これを米や麦などの穀類の麹とともに発酵させ、単式蒸留機で蒸留して造られる。
人参を原料とした焼酎は、野菜を原料とする焼酎の中でも特に珍しい例とされる。淡い橙色の外観や、ほのかな甘みと軽やかな香りが特徴で、フルーティーで飲みやすい味わいから女性や焼酎初心者にも人気がある。
近年は地域振興や特産品開発の一環として製造されることが多く、観光土産や贈答品としても利用されており、福岡県や愛知県などで地域ブランド品として製造・販売されている。

## 歴史
九州北部の筑後地方では、栽培されるニンジンの有効活用を目的に、福岡県三井郡大刀洗町の研醸株式会社がニンジンを原料とする焼酎の製造方法を開発し、製法特許を取得した。
中部地方では、愛知県碧南市が2017年に国の「焼酎特区」に認定されたことを契機に、地元特産の高糖度ニンジン「へきなん美人」を使った焼酎の開発が始まった。市と県の研究機関、地元メーカーが連携して試験醸造や香味分析を行い、2020年に試作品「紅（BENI）」が完成、翌年から市内外で販売されている。

## 製法
原料には、主に国産のニンジンと米麹（白麹）を用いる。一次仕込みでは麹と水を発酵させ、二次仕込みで細かく処理したニンジンを加える。香りや甘みを引き出すため、減圧蒸留（真空蒸留）を採用する製品が多く、なかにはワイン酵母を使用する例もある。愛知県の「紅」では、ニンジンをペースト状にしてもろみに加え、搾らずに蒸留する製法がとられている。

## 主な産地と銘柄
- 福岡県：研醸株式会社（大刀洗町）の「珍」は、九州産ニンジンと米麹を使用し、減圧蒸留によって軽やかな甘みと香りをもたらしている。
- 愛知県碧南市：杉浦味淋株式会社の「紅（BENI）」は、地元特産の「へきなん美人」を使用。ワイン酵母や減圧蒸留を組み合わせ、ニンジン特有の香味を生かしている。